# 린 휫필드
린 휫필드(Lynn Whitfield, 1953년 5월 6일 ~ )는 미국의 배우, 제작자이다.

## 영화
- 실버라도 (영화)
- 죠스 4
- 두 낚시꾼에게 무슨 일이 생겼나
- 스텝맘
- 내 친구의 사생활
- 사랑은 언제나 진행 중

## 텔레비전
- 마이애미의 두 형사
- 더 폴 가이
- 천사의 손길
- 보스턴 퍼블릭
- 위드아웃 어 트레이스
- 치타 걸스 (영화)
- 치타 걸스 2
- 플래시포워드 (드라마)
- 범죄의 재구성 (드라마)
- 체이싱 라이프
- 미스트리스 (2013년 드라마)
- 더 레지던트 (드라마)